# SC Campomaiorense
El Sporting Clube Campomaiorense es un club de fútbol de Portugal de la ciudad de Campomayor, en el distrito de Portalegre. Fue fundado en 1926 y juega en la Liga Regional de Portalegre, cuarta categoría de la liga portuguesa de fútbol.

## Palmarés
- Portuguese Cup (0)

- Finalista (1): 1998–99

- Liga de Honra (1): 1996–97
- Segunda División de Portugal (1): 1991–92
- AF Portalegre First Division (4): 1962–63, 1969–70, 1971–72, 2011–12
- Campeonato de Portalegre (1): 1945–46
- AF Portalegre Supertaça (1): 2011–12[6][7]

## Jugadores

### Jugadores destacados
| - Abel Silva - Beto - Bruno Mendes - Bruno Patacas - Carlos Fernandes - Carlos Martins - Filipe Azevedo - Filipe Fernandes - Jorge Ferreira | - Jorge Ribeiro - Marco Almeida - Marco Silva - Nuno Afonso - Paulo Torres - Rogério Matias - Carlos - Detinho - Isaías | - Stanimir Stoilov - Sreto Ristić - István Vincze - Srgjan Zaharievski - Jimmy Floyd Hasselbaink - César Cañete - Dragoslav Poleksić - Emilio José Viqueira - Nauzet Fernández |

## Entrenadores destacados
- Manuel Fernandes[8]
- Diamantino Miranda
- João Alves
- José Pereira
- Carlos Manuel